# Krajné Čierno
Krajné Čierno es un municipio del distrito de Svidník en la región de Prešov, Eslovaquia, con una población estimada a final del año 2024 de 78 habitantes.
Se encuentra ubicado en el centro-norte de la región, cerca del río Ondava (cuenca hidrográfica del río Tisza) y de la frontera con  Polonia.

## Demografía
| Año        | 1994 | 2004    | 2014     | 2024    |
| ---------- | ---- | ------- | -------- | ------- |
| Población  | 84   | 86      | 71       | 78      |
| Diferencia |      | +2,38 % | −17,44 % | +9,85 % |

| Año        | 2023 | 2024   |
| ---------- | ---- | ------ |
| Población  | 80   | 78     |
| Diferencia |      | −2,5 % |